# باردودوارنوک
باردودوارنوک (به مجاری: Bárdudvarnok) یک شهرداری در مجارستان است که در ناحیه کاپوشوار واقع شده‌است. باردودوارنوک ۴۸٫۵۶ کیلومتر مربع مساحت و ۱٬۱۸۶ نفر جمعیت دارد.